# Rheumaptera moerens
Rheumaptera moerens là một loài bướm đêm trong họ Geometridae.